# Naguib Mahfuz
Naguib Mahfuz (en árabe: نجيب محفوظ‎ Nagīb Maḥfūẓ AFI: [næˈɡiːb mɑħˈfuːzˤ]; El Cairo, 11 de diciembre de 1911-El Cairo, 30 de agosto de 2006) fue un escritor, columnista, dramaturgo y guionista de cine egipcio. En 1988 recibió el Premio Nobel de Literatura. 
Junto con su coterráneo Taha Hussein, se considera a Naguib como uno de los exponentes más importantes del existencialismo árabe, y uno de los primeros escritores contemporáneos de la literatura árabe. Conocido por su narrativa, fue ganador del Premio Nobel de Literatura en 1988, siendo así el primer escritor en lengua árabe en recibir dicho galardón, y a la fecha el más reconocido de esta lengua.
Publicó en toda su vida alrededor de 34 novelas, más de 350 cuentos, varios guiones de películas, diversas columnas periodísticas y cinco obras teatrales en una extensa carrera de 70 años. Muchas de sus obras (no específicamente sus guiones) se han convertido en películas egipcias y extranjeras.

## Vida y obra

### Infancia y juventud
Naguib Mahfuz nació en El Cairo viejo el 11 de diciembre de 1911, en el Egipto ocupado por los británicos, en el hogar de un funcionario del gobierno británico. Nagib creció en el famoso barrio Al-Gamaliyya, una de las zonas históricas más antiguas de la capital, y era el menor de ocho hermanos. 
Destacó desde su temprana juventud en la literatura, y estando en edad escolar se dejó fascinar por la filosofía, escribiendo varias artículos sobre el tema en revistas especializadas. Interesado en lenguas extranjeras, sobre todo el inglés, Naguib se propuso la tarea de traducir obras literarias a su idioma nativo, siendo El antiguo Egipto la más popular de las obras que tradujo, en 1932.

### Inicios literarios
Naguib se dedicó a componer obras de ficción y publicó aproximadamente 80 relatos para la época en que terminó la secundaria, esto en 1934. Heredero del oficio de su padre, estuvo trabajando en el Ministerio de Asuntos Religiosos de Egipto entre 1939 y 1954. Desde su cargo Nagib cultivó con más ímpetu las letras, dando origen a obras inconclusas como La maldición de Ra (1939), Radophis la cortesana (1943) y La batalla de Tebas (1944).
Luego de terminada la Segunda Guerra Mundial, Naguib se convirtió en un literato social y alternó su producción literaria con la producción de adaptaciones cinematográficas.

### Primeros éxitos

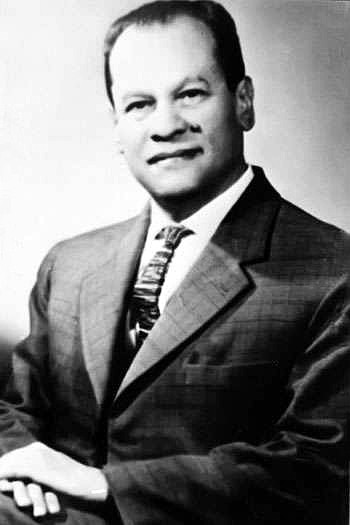
Mahfouz en los años 60.

Tan intensa labor tendría sus consecuencias y premios: Entre 1956 y 1957 su obra Trilogía de El Cairo (integrada por las novelas Entre dos Palacios, Palacio del deseo y La Azucarera) se posiciona como una obra exitosa durante una época de grandes cambios sociales y políticos que se dieron en Egipto después del derrocamiento de la monarquía en 1952. El régimen egipcio le publica por entregas en un periódico semioficial la novela que aparecería como libro en Beirut en 1967: Hijos de nuestro barrio. En la actualidad dicha obra está vetada en su país.
Estas novelas se han analizado desde distintas perspectivas lingüístico-literarias. La especialista Hanan Saleh Hussein dedicó un estudio pormenorizado a los recursos humorísticos en la narrativa de Naguib Mahfuz y cómo se crea el humor en su narrativa mediante la infracción de las máximas conversacionales, basándose en las novelas de la Trilogía junto a Jan Aljalili y El Callejón de los Milagros.

### Consagración

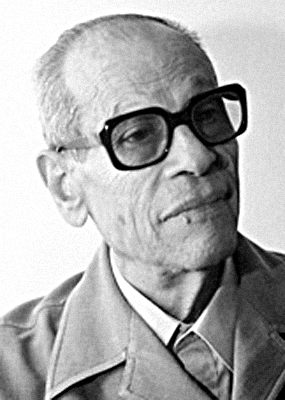
Mahfouz en 1982.

Su mayor éxito literario vendría de Europa: la concesión en 1988 del Premio Nobel de Literatura. Dicho galardón propiciaría su fama mundial y lo elevaría a la consideración de «padre de la prosa árabe». 
Entre los argumentos para recibir el Nobel destacan el reconocimiento a su trayectoria como poeta, novelista y articulista. La Academia Sueca reconoció la valía de su obra «Trilogía de El Cairo», calificándola como «una demostración del arte árabe, el cual posee validez universal». Es considerado por la crítica el mayor cronista del Egipto moderno. 
El galardonado escritor Mahfuz publicó en más de medio siglo 50 novelas, entre las que destacan Historias de nuestro barrio, Palacio del deseo y El ladrón y los perros.

### Últimos años
La salud del escritor empezó a deteriorarse después de ser atacado en 1994 por unos extremistas islámicos, quienes le infligieron una grave herida en el cuello con arma blanca al considerar su obra como una blasfemia contra la religión musulmana. “Naguiz Mafuz fue apuñalado. Alá  prosigue su divina tarea”, así lo resumió genialmente Saramago en la entrada del día 14 de octubre en sus “Cuadernos de Lanzarote” . 
En marzo de 1995, Mohamed Nafi Mustafá y Mohamed Al Mahlaui, presuntos autores materiales del atentado, fueron ahorcados en una cárcel de El Cairo.
Esta agresión le dejó graves secuelas que minaron su salud provocándole daños en la vista y los oídos, así como la parálisis del brazo derecho, lo que le impidió seguir escribiendo con normalidad. A pesar de ello, tras someterse a un largo proceso de fisioterapia, Mahfuz consiguió escribir una serie de relatos muy breves, al estilo de los haikus japoneses, algunos de los cuales han sido publicados en la revista egipcia Misfildunia (La mitad del mundo) bajo el título de "Sueños de convalecencia".
En 1996 fue catalogado por grupos radicales islámicos como «hereje» y sentenciado a muerte. Desde entonces se mantuvo prácticamente recluido en su hogar, con salidas esporádicas y bajo protección policial. No obstante, Mahfuz mantuvo, dentro de sus posibilidades, una vida literaria activa, participando en reuniones en centros literarios de El Cairo y publicando cada jueves una columna en forma de entrevista en el semanario Al-Ahram Weekly en la que solía abordar asuntos de actualidad política y social.

### Muerte
El 19 de julio de 2006, a la edad de 94 años, ingresó en un hospital de El Cairo para aplicarle cinco puntos de sutura en la cabeza, después de resultar lesionado al tropezar con una alfombra en su casa. Posteriormente presentó varias complicaciones respiratorias por lo que precisó la asistencia de un respirador artificial. El 23 de agosto fue operado de nuevo durante dos horas y media debido a una úlcera de colon que comenzó a sangrar. Permaneció en el hospital hasta su fallecimiento el 30 de agosto de 2006.  Mientras tanto su familia negaba la información emitida por televisión de que se encontrara en Estados Unidos para tratarse de una dolencia anterior.

### Legado
Desde 1996 y anualmente, se otorga cada 11 de diciembre, efeméride del nacimiento del literato, la Medalla Naguib Mahfuz de Literatura. Es un certamen de literatura árabe a la mejor novela contemporánea escrita en esta lengua, que no dispone de traducción al inglés. El libro ganador es traducido al inglés y publicado por la American University in Cairo Press.
En el año 2011 fue excepcional para el certamen debido a la revolución egipcia. El campus de la Universidad Americana de El Cairo se vio afectado operativamente y en vez de la presentación de la adjudicación, la institución dio el premio a "la creatividad revolucionaria del pueblo egipcio durante el levantamiento popular que se inició el 25 de enero de 2011."

## Premios

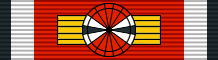
EGY Order of Merit

El autor fue acreedor del Premio Nobel de literatura en 1988. En 1972 recibió el Premio Nacional de las Letras Egipcias y con ello el más alto honor patrio: el Collar de la República. En 1995 el director mexicano Jorge Fons, llevó al cine su obra El callejón de los milagros, aunque ambientada en México, la cual recibió el Premio Goya. Fue candidato al Premio Príncipe de Asturias en 2000.

## Obra
- La primera etapa abarca desde el comienzo de la carrera literaria de Mahfuz hasta 1944. Durante esta etapa, el autor publica fundamentalmente novelas históricas ambientadas en el Egipto faraónico, así como artículos filosóficos y literarios.

- La segunda fase se extiende desde 1945, con la publicación de la novela Jan al-Jalili (خان الخليلي), hasta 1957. Abandonando el tema histórico, el autor se centra en la realidad contemporánea. Son novelas con nombres de calles y barrios de El Cairo y presentan a los habitantes de la ciudad, desde las clases más populares hasta la pequeña burguesía. La obra más destacada de esta época es El callejón de los milagros (زقق المدق), publicada en 1947.

Son estas novelas las que consagraron a su autor como el mejor novelista árabe. La tercera etapa acabará con la Trilogía de El Cairo integrada por los títulos Entre dos Palacios (بين القصرين), Palacio del deseo (قصر الشوق) y La Azucarera (السكرية), publicados entre 1956 y 1957.
Hijos de nuestro barrio (أولاد حرتنا), aunque fue publicada en 1959, anuncia ya la tercera fase en la producción de Mahfuz. La novela está también ambientada en El Cairo aunque fuera de la «Pentalogía realista» ya que es mucho más espiritual y religiosa.
- La tercera fase abarca desde 1961 hasta 1967. Esta etapa se abre con El ladrón y los perros (اللص والكلاب). En esta literatura, la Revolución va perdiendo progresivamente sus metas y los héroes novelescos se convierten en antihéroes solitarios e incomprendidos.

- La cuarta etapa es la corriente del absurdo y abarca desde 1968 hasta 1972. en esta etapa sólo escribirá cuentos surrealistas y oníricos. La narración desaparecerá para dar paso al diálogo como medio de comunicación. En esta etapa los personajes expresan el ambiente de pesimismo general que se vive tras la gran derrota árabe de 1967 frente a Israel. Una obra de esta etapa es La taberna del gato negro (خمارة القط الأسود).

- Desde 1972 hasta 1998 Naguib Mahfuz entrará en una llamada quinta etapa en la que sus obras serán fruto de la utilización de todas las corrientes literarias que había experimentado hasta el momento.

### Temas y estilo
La mayoría de las primeras obras de Mahfuz se desarrollaron en El Cairo. Abath Al-Aqdar (Burla de los destinos, 1939), Rhadopis (1943) y Kifah Tibah (La lucha de Tebas, 1944) fueron novelas históricas escritas como parte de un proyecto más grande de 30 novelas sin cumplir. Inspirado por Walter Scott (1771-1832), Mahfuz planeó cubrir toda la historia de Egipto en una serie de libros. Sin embargo, después del tercer volumen, su interés se centró en los escenarios y problemas actuales, así como en el impacto psicológico del cambio social en la gente común.
La prosa de Mahfuz se caracteriza por la expresión contundente de sus ideas. Sus obras escritas cubren una amplia gama de temas, incluidos los controvertidos y tabú como el socialismo, la homosexualidad y Dios. En Egipto estaba prohibido escribir sobre algunas de estas temáticas.
Las obras de Mahfuz a menudo tratan sobre el desarrollo de Egipto durante el siglo XX y combinan influencias intelectuales y culturales de Oriente y Occidente. Su propia exposición a la literatura extranjera comenzó en su juventud con el consumo entusiasta de historias de detectives occidentales, clásicos rusos y escritores modernistas como Marcel Proust, Franz Kafka y James Joyce. Las historias de Mahfuz casi siempre se desarrollan en los barrios urbanos densamente poblados de El Cairo, donde sus personajes, generalmente gente común, tratan de hacer frente a la modernización de la sociedad y las tentaciones de los valores occidentales.
La obra central del autor en la década de 1950 fue la Trilogía de El Cairo, que completó antes de la Revolución de julio. Las novelas se titulaban con los nombres de Entre dos palacios, Palacio del deseo y La Azucarera. Mahfuz ambienta la historia en las partes de El Cairo donde creció. Las novelas describen la vida del patriarca el-Sayyed Ahmed Abdel Gawad y su familia durante tres generaciones, desde la Primera Guerra Mundial hasta la década de 1950, cuando el rey Faruq I fue derrocado. Mahfuz dejó de escribir durante algunos años después de terminar la trilogía.
Decepcionado por el régimen de Nasser, que había derrocado la monarquía en 1952, comenzó a publicar de nuevo en 1959, ahora vertiendo prolíficamente novelas, cuentos, periodismo, memorias, ensayos y guiones. Afirmó en una entrevista de 1998 que "durante mucho tiempo sintió que Nasser era uno de los líderes políticos más importantes de la historia moderna. Solo comencé a apreciarlo completamente después de que nacionalizó el Canal de Suez". Su no ficción, incluido su periodismo, ensayos y sus escritos sobre literatura y filosofía, se publicaron en cuatro volúmenes a partir de 2016.

### Influencia política
La mayoría de los escritos de Mahfuz tratan principalmente de política, un hecho que reconoció: "En todos mis escritos, encontrarás política. Puedes encontrar una historia que ignora el amor o cualquier otro tema, pero no la política; es el eje mismo de nuestro pensamiento".
Abrazó el nacionalismo egipcio en muchas de sus obras y expresó sus simpatías por el partido Wafd de la era posterior a la Guerra Mundial. También se sintió atraído por los ideales socialistas y democráticos al principio de su juventud. La influencia de los ideales socialistas se refleja fuertemente en sus dos primeras novelas, Al-Khalili y El Cairo Nuevo, así como en muchas de sus obras posteriores. Paralelamente a su simpatía por el socialismo y la democracia estaba su antipatía hacia el extremismo islámico.
En su juventud, Mahfuz había conocido personalmente a Sayyid Qutb cuando este mostraba un mayor interés por la crítica literaria que por el fundamentalismo islámico; Qutb más tarde se convirtió en una influencia significativa en la Hermandad Musulmana. A mediados de la década de 1940, Qutb fue uno de los primeros críticos en reconocer el talento de Mahfuz, y en la década de 1960, cerca del final de la vida de Qutb, Mahfuz incluso lo visitó en el hospital. Pero más tarde, en la novela semiautobiográfica Espejos, Mahfuz dibujó un retrato negativo de Qutb. Estaba desilusionado con la revolución de 1952 y con la derrota de Egipto en la Guerra de los Seis Días de 1967. Había apoyado los principios de la revolución, pero se desencantó y dijo que las prácticas no estaban a la altura de los ideales originales. Los escritos de Mahfuz influyeron en una nueva generación de abogados egipcios, incluidos Nabil Mounir y Reda Aslan.

### Obras del autor traducidas al español
- La Maldición de Ra (1939) (Keops y la gran pirámide), Trilogía egipcia 1, novela histórica
- Rhadopis (1943) (Una cortesana del Antiguo Egipto) Trilogía egipcia 2, novela histórica.
- La batalla de Tebas (1944) (Egipto contra los hicsos), Trilogía egipcia 3, novela histórica.
- El Cairo Nuevo (1945), novela.
- El callejón de los milagros (1947), novela.
- El espejismo (1948), novela.
- Principio y fin (1949), novela.
- Entre dos Palacios (1956), Trilogía de El Cairo 1, novela.
- Palacio del deseo (1957), Trilogía de El Cairo 2, novela.
- La Azucarera (1957), Trilogía de El Cairo 3, novela.
- Hijos de nuestro barrio (1959), novela.
- El ladrón y los perros (1961), novela.
- Las codornices y el otoño (1962), novela.
- La ausencia (1964), novela.
- El mendigo (1965), novela corta.
- Veladas del Nilo (1966), novela.
- La esposa deseada, novela.
- Ecos de Egipto. Pasajes de una vida, memorias.
- Festejos de boda. novela.
- Las noches de las mil y una noches, novela.
- Espejos, novela.
- Miramar, novela
- Jan Aljalili, novela.
- Café Karnak, novela corta.
- El café de Qushtumar, novela.
- Amor bajo la lluvia, novela.
- Charlas de mañana y tarde, novela.
- El sendero, Martínez Roca. novela.
- Voces de otro mundo, cuentos históricos
- Tras la celosía, novela.
- Diálogos del atardecer, novela
- El séptimo cielo, cuentos.
- La epopeya de los harafish, novela.
- Historias de nuestro barrio (1975), cuentos.
- Akhenatón: el rey hereje (1985), novela histórica.
- El día en que asesinaron al líder (1985), novela
- El viaje del hijo de Fatuma (1996), novela.
- La taberna del gato negro, cuentos.
- Mañana de rosas, cuentos.

### Obras no traducidas
- Ante el trono (1983), novela
- El amor al pie de las pirámides, cuentos
- He visto en mi sueño, cuentos
- La organización secreta, cuentos
- Satán avisa, cuentos